# 1360-as évek
Évszázadok: 13. század · 14. század · 15. század
Évtizedek: 1310-es évek · 1320-as évek · 1330-as évek · 1340-es évek · 1350-es évek · 1360-as évek · 1370-es évek · 1380-as évek · 1390-es évek · 1400-as évek · 1410-es évek
Évek: 1360 · 1361 · 1362 · 1363 · 1364 · 1365 · 1366 · 1367 · 1368 · 1369

## A világ vezetői
- I. Lajos magyar király (Magyar Királyság) (1342–1382† )